# Amylobasidium tsugae
Amylobasidium tsugae är en svampart som beskrevs av Ginns 1988. Amylobasidium tsugae ingår i släktet Amylobasidium och familjen Corticiaceae.   Inga underarter finns listade i Catalogue of Life.